# Ventana 10/40

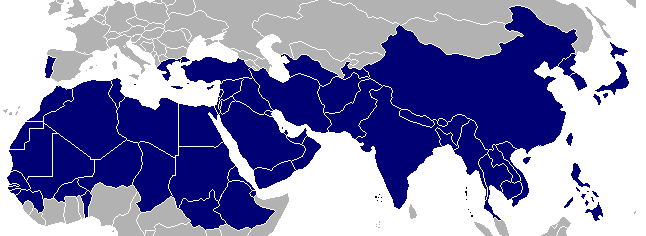

Ventana 10/40 es un término acuñado por el misionero cristiano estratega Luis Bush en 1990.
 Se refiere a las regiones del hemisferio oriental situado entre 10 y 40 grados al norte del ecuador, un área que en 1990 pretendía tener el nivel más alto de los retos socioeconómicos y un menor (o nulo) acceso al mensaje cristiano y los recursos cristianos para sembrar iglesias y plantar el evangelio con progresos significativos en el planeta. 
El concepto de la ventana 10/40 pone de relieve estos tres elementos: una zona del mundo en la que se presentan focos de pobreza extrema dentro de la población y condiciones socioeconómicas difíciles, baja calidad de vida en la mayoría de los países de la región, combinado con la falta de acceso a los recursos cristianos. 
La ventana forma una banda que abarca la región del Sahara y el norte de África, así como casi toda Asia (Asia Occidental, Asia Central, Asia Meridional, Asia Oriental y gran parte del sudeste de Asia). Aproximadamente dos tercios de la población mundial vive en la ventana 10/40. La ventana 10/40 está poblada por personas predominantemente musulmanes, hindúes, budistas, animistas, judíos o ateos. Muchos gobiernos de la Ventana 10/40 están formal o informalmente opuestos a la obra cristiana de cualquier tipo dentro de sus fronteras haciendo de éste uno de los campos más difíciles para el progresar de la obra evangelística.
La comunidad cristiana en su conjunto tiene como objetivo enviar misioneros a los países de la Ventana 10/40 para compartir el mensaje de la Biblia, mostrar el amor de Dios y contar la obra de Jesús con esas personas que nunca han tenido la posibilidad de oírlo.